# بحران بدهی دولت یونان
یونان پس از بحران مالی ۲۰۰۸–۲۰۰۷ با بحران بدهی دولتی مواجه شد. این بحران در نتیجهٔ اصلاحات و اقدامات ریاضتی دولت به وجود آمد که منجر به فقر و از دست رفتن درآمد و اموال و همچنین شکل‌گیری بحران انسانی در مقیاس کوچک گردید. در مجموع، اقتصاد یونان تا کنون طولانی‌ترین رکود اقتصادی را میان اقتصادهای مختلط پیشرفته تجربه کرده‌است. از آن زمان تا کنون نظام سیاسی یونان دچار اختلال شده، محرومیت‌های اجتماعی افزایش یافته و صدها هزار یونانی تحصیل‌کرده، کشورشان را ترک کرده‌اند.
بحران یونان که در اواخر سال ۲۰۰۹ آغاز شد از آشفتگی رکود بزرگ در سراسر جهان، ضعف ساختاری در اقتصاد این کشور و عدم انعطاف سیاست پولی به عنوان عضوی از منطقه یورو نشأت گرفت. در طول این بحران مشخص شد که داده‌های پیش‌گفته توسط دولت یونان در خصوص سطح بدهی دولت و کسری بودجه، کمتر از میزان واقعی بوده‌اند: پیش‌بینی رسمی کسری بودجه سال ۲۰۰۹ کمتر از نصف ارزش نهایی محاسبه‌شده در سال ۲۰۱۰ بود، در حالی که پس از بازنگری بر اساس متدولوژی ادارهٔ آمار اروپا، بدهی دولت در سال ۲۰۰۹ در نهایت از ۲۶۹٫۳ میلیارد دلار به ۲۹۹٫۷ میلیارد دلار افزایش یافت، یعنی حدود ۱۱ درصد بیشتر از آنچه قبلاً گزارش شده بود.
این بحران منجر به از دست رفتن اعتماد به اقتصاد یونان شد و نشانهٔ آن افزایش شکاف بازده اوراق قرضه و صعود هزینه بیمه ریسک در مبادلات نکول اعتباری در مقایسه با سایر کشورهای منطقه یورو، به ویژه آلمان بود. از سال ۲۰۱۰ تا ۲۰۱۶، دولت ۱۲ بار دست به افزایش مالیات‌ها، کاهش هزینه‌ها و اصلاحات زد که در برخی مواقع منجر به شورش‌های محلی و اعتراضات سراسری شد. علی‌رغم این تلاش‌ها، این کشور در سال‌های ۲۰۱۰، ۲۰۱۲ و ۲۰۱۵ از صندوق بین‌المللی پول، یوروگروپ و بانک مرکزی اروپا درخواست وام نجات کرد و در سال ۲۰۱۱ برای کاهش ۵۰ درصدی بدهی‌هایش به بانک‌های خصوصی وارد مذاکره شد. این بدهی‌ها به ۱۰۰ میلیارد یورو می‌رسید (این عدد با افزایش سرمایه بانک و سایر نیازهای ناشی از آن کاهش یافت).
پس از آنکه مشخص شد پاسخ مردم به همه‌پرسی پیرامون اقدامات ریاضتی جدید برای دریافت سومین وام نجات، منفی است و بعد از بسته شدن بانک‌ها در کل کشور به مدت چندین هفته، یونان در تاریخ ۳۰ ژوئن ۲۰۱۵ تبدیل به نخستین کشور پیشرفته‌ای شد که نتوانسته بود قسط وام صندوق بین‌المللی پول را به موقع پرداخت کند. پرداخت این قسط با تأخیری ۲۰ روزه انجام شد. در آن زمان، سطح بدهی به ۳۲۳ میلیارد یورو، معادل سرانهٔ ۳۰٬۰۰۰ یورو، رسید. این مقدار از ابتدای بحران تغییر چندانی نکرده بود و از نظر ارزش سرانه کمتر از میانگین کشورهای عضو سازمان همکاری و توسعه اقتصادی بود اما از نظر نسبت بدهی به تولید ناخالص داخلی بسیار زیاد تلقی می‌شد.
بین سال‌های ۲۰۰۹ و ۲۰۱۷، بدهی دولت یونان از ۳۰۰ میلیارد یورو به ۳۱۸ میلیارد یورو افزایش پیدا کرد. در عین حال، در همان دوره، نسبت بدهی به تولید ناخالص داخلی به دلیل کاهش شدید تولید ناخالص داخلی در طول مدیریت بحران، از ۱۲۷ درصد به ۱۷۹ درصد افزایش یافت.